# Yutong International Sports Center Stadium
Das Yutong International Sports Center Stadium (chinesisch 裕彤国际体育中心) ist ein Fußballstadion mit Leichtathletikanlage in der chinesischen Stadt Shijiazhuang (chinesisch 石家莊市 / 石家庄市). Das Stadion hat ein Fassungsvermögen von 38.500 Personen. Es ist die Heimspielstätte des Zweitligisten Shijiazhuang Gongfu FC (chinesisch 石家庄功夫足球俱乐部).